# Codroipo
Codròipo  (in friulano Codroip, in tedesco Kadrup) è un comune italiano di 15 806 abitanti in Friuli-Venezia Giulia.

## Geografia fisica

### Territorio
Il comune di Codroipo si estende per 75 km² nella pianura veneto-friulana, sulla riva orientale del fiume Tagliamento, da cui dista circa 6 km, al confine tra alta e bassa friulana, nella zona delle risorgive del Medio Friuli, a metà strada fra le città di Udine e Pordenone, entrambe distanti circa 27 km.
L'area è interessata dal fenomeno delle risorgive, che contribuisce al proliferare di rivi, rogge e ambienti acquatici come laghetti e stagni. La persistente azione dell'uomo ne ha oggi profondamente modificato la natura in funzione dell'agricoltura mono-colturale, tuttavia, alcune aree sono state preservate.
 Il Parco delle Risorgive di Codroipo, posto a sud dell'abitato, in corrispondenza del centro sportivo, offre infatti un esempio di come poteva presentarsi l'ambiente in epoca pre-industriale.

### Clima
| CODROIPO (1999-2019)  | Mesi         | Mesi        | Mesi        | Mesi        | Mesi        | Mesi        | Mesi        | Mesi        | Mesi        | Mesi        | Mesi        | Mesi         | Stagioni | Stagioni | Stagioni | Stagioni | Anno    |
| CODROIPO (1999-2019)  | Gen          | Feb         | Mar         | Apr         | Mag         | Giu         | Lug         | Ago         | Set         | Ott         | Nov         | Dic          | Inv      | Pri      | Est      | Aut      | Anno    |
| --------------------- | ------------ | ----------- | ----------- | ----------- | ----------- | ----------- | ----------- | ----------- | ----------- | ----------- | ----------- | ------------ | -------- | -------- | -------- | -------- | ------- |
| T. max. media (°C)    | 8,4          | 10,3        | 14,9        | 19,6        | 24,2        | 28,5        | 30,3        | 30,1        | 25,6        | 20,0        | 14,0        | 9,5          | 9,4      | 19,6     | 29,6     | 19,9     | 19,6    |
| T. min. media (°C)    | −0,8         | 0,2         | 3,6         | 8,1         | 12,5        | 15,7        | 16,9        | 16,5        | 12,4        | 8,6         | 4,7         | 0,2          | −0,1     | 8,1      | 16,4     | 8,6      | 8,2     |
| T. max. assoluta (°C) | 16,9 (2007)  | 22,5 (2019) | 25,6 (2017) | 30,5 (2011) | 34,6 (2007) | 37,5 (2003) | 39,0 (2015) | 37,5 (2003) | 34,1 (2016) | 29,4 (2011) | 26,6 (2004) | 19,2 (2016)  | 22,5     | 34,6     | 39,0     | 34,1     | 39,0    |
| T. min. assoluta (°C) | −10,8 (2002) | −7,6 (2012) | −8,5 (2005) | −4,2 (2003) | 4,5 (2012)  | 5,7 (2001)  | 6,9 (2007)  | 6,9 (2010)  | 2,7 (2018)  | −3,2 (2003) | −7,3 (2008) | −17,9 (2009) | −17,9    | −8,5     | 5,7      | −7,3     | −17,9   |
| Precipitazioni (mm)   | 81,0         | 95,0        | 101,0       | 95,0        | 129,0       | 98,0        | 99,0        | 110,0       | 126,0       | 120,0       | 177,0       | 98,0         | 274,0    | 325,0    | 307,0    | 423,0    | 1 329,0 |
| Giorni di pioggia     | 3            | 4           | 4           | 5           | 7           | 5           | 5           | 5           | 5           | 5           | 7           | 5            | 12       | 16       | 15       | 17       | 60      |
| Vento (direzione-m/s) | 2,1          | 2,5         | 2,6         | 2,5         | 2,3         | 2,0         | 1,9         | 1,9         | 1,9         | 2,0         | 2,1         | 2,1          | 2,2      | 2,5      | 1,9      | 2,0      | 2,2     |

## Storia
Zona di castellieri fin dall'età del bronzo, l'insediamento acquisì consistenza in epoca romana tra il I e il II secolo a.C..
La fondazione della colonia di Aquileia, nel 181 a.C., rese strategica la posizione come crocevia per mercanti e soldati della Res Publica. L'antico toponimo Quadruvium (poi Quadrupio) deriverebbe dalle quattro contrade principali (quadrivio) che qui convergevano dall'incontro di due importanti strade romane: la Postumia, che collegava Aquileia a Genova, e la cosiddetta "Iulia Augusta", che da Mestre portava verso il Norico (Germania), confluendo ad Udine sull'omonimo ramo Udine-Grado. Codroipo fu pagus all'interno della municipalità di Aquileia fino alla sua caduta per mano di Attila nel 452. Altre strade erano la Via Annietta da Concordia a Gemona e la Via Crescenzia da Majano a Lignano Sabbiadoro
Con la caduta dell'Impero romano d'Occidente, Codroipo e il resto del Friuli furono soggetti alle invasioni barbariche, fino alla dominazione longobarda tra i secoli VI e VII. In questo periodo una parziale ripresa delle attività commerciali fu favorita dall'ubicazione del comune lungo l'unica strada che collegava la capitale del regno longobardo Pavia, con la capitale del Ducato del Friuli, la città di Cividale (l'antica Forum Iulii romana).
Ai longobardi succedettero i franchi, con l'inquadramento della nuova Marca del Friuli nel Regnum Italicorum nel 781. Nella prima metà del X secolo, le devastanti invasioni degli ungari, che razziarono e decimarono la popolazione valsero alla pianura veneto-friulana l'appellativo di vastata Hungarorum tale fu la violenza con cui si abbatté l'orda sui territori mal difesi dai franchi. Il 28 aprile 1001, l'imperatore Ottone III concesse buona parte del Friuli, incluso Codroipo, a Giovanni, Patriarca di Aquileia. Il periodo patriarcale segna l'inizio di una ripresa economica e demografica, stimolata dall'insediamento di coloni dalle terre di confine ad est del Patriarcato. Tuttavia l'importanza strategica di Codroipo come avamposto militare, impedisce il costituirsi di un libero comune, rimanendo così feudo patriarcale sotto il comando di un gastaldo imperiale, titolo concesso ai casato Savorgnan.
Sconfitto il Patriarcato, la Serenissima Repubblica Venezia, acquisì la maggior parte del Friuli, nel 1420. Verso la fine del XV secolo e l'inizio del XVI, Codroipo fu prima ceduta dal conte goriziano Leonardo, investito dal Patriarcato di Aquileia, all'imperatore d'Austria e poi da quest'ultimo lasciata a Venezia. Nel 1797, ebbe luogo in quest'area la Battaglia di Valvasone (1797), tra le truppe asburgiche e quelle napoleoniche, e che vide la vittoria dell'Armée e la temporanea annessione della Repubblica veneta alla Francia. Numerose sono in questo periodo le spoliazioni e le requisizioni ad opera dei due eserciti, in particolar modo, quelli dei francesi vittoriosi sugli austriaci.
Impossessatosi degli alloggi del Doge a Villa Manin, Napoleone vittorioso ne fece il suo quartier generale fino alla sigla del trattato di Campoformio, che sancì la fine della plurisecolare Repubblica di Venezia, ceduta all'Austria insieme al Friuli. Nel 1860 fu aperta la linea ferroviaria tra Mestre e Udine, in cui Codroipo fu la prima stazione a sinistra del Tagliamento. In occasione dell'annessione, nel 1866, al Regno d'Italia, gli austriaci in ritirata provocarono gravi danni alle vie di comunicazione della città.
Nel periodo bellico tra il 1914 e il 1917, Codroipo diventa uno snodo logistico di primaria importanza per il Regio Esercito grazie al vicino Ponte della Delizia, che permette il passaggio del fiume Tagliamento. Drammatici gli eventi successivi alla rotta di Caporetto, il 27 ottobre 1917. Nel disordine della ritirata delle truppe italiane si aggiungono i civili in fuga dall'occupazione austriaca. La Battaglia di Codroipo, vide contrapposti effettivi della Brigata Sassari e di altri reparti del Regio Esercito a preponderanti forze austro-tedesche, nel tentativo di evacuare il possibile attraverso il ponte, prima della sua distruzione. L'occupazione austriaca fino al novembre successivo sottopose la popolazione locale ad ulteriori sofferenze aggravate da vessazioni, requisizioni e dalla fame Il 4 novembre 1918 fu liberata da truppe americane del 332nd Infantry Regiment.
Durante la Seconda Guerra Mondiale Codroipo venne bersagliata a causa della presenza della fabbrica di munizioni Mangiarotti. Particolarmente pesante fu il bombardamento del 12 ottobre 1944 che colpì un convoglio ferroviario carico di esplosivo.

### Simboli
Lo stemma del comune è stato riconosciuto con decreto del Capo del governo del 30 marzo 1930.
(DCG 1930-03-30, riconoscimento di stemma)
Il gonfalone è stato concesso con il regio decreto del 19 luglio 1929.
(RD 1929-07-19, concessione di gonfalone)

## Monumenti e luoghi d'interesse

### Chiese

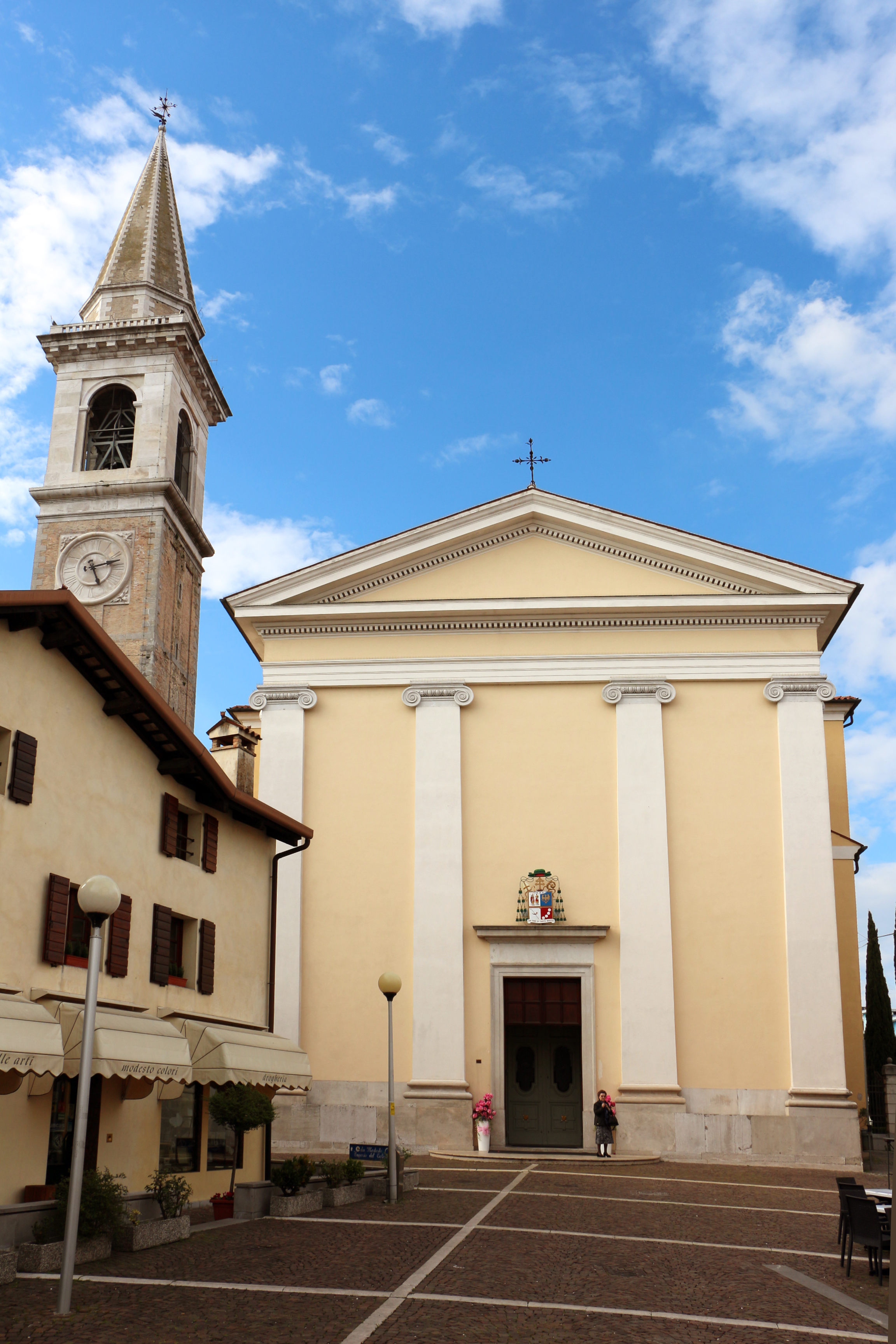
Duomo di Santa Maria Maggiore

- Chiesa di Santa Maria Maggiore a Codroipo, costruita nel XVIII secolo
- Chiesa di San Michele Arcangelo a Rivolto
- Chiesa di San Martino a Muscletto
- Chiesa di Sant'Andrea Apostolo a Passariano
- Chiesa dei Santi Giacomo e Martino a Biauzzo
- Chiesa di San Bartolomeo a Goricizza
- Chiesa di Santa Giustina a Pozzo
- Chiesa di Santa Maria Addolorata a Zompicchia
- Chiesa di Santa Caterina a Lonca
- Chiesa di San Valeriano a Codroipo

### Ville venete

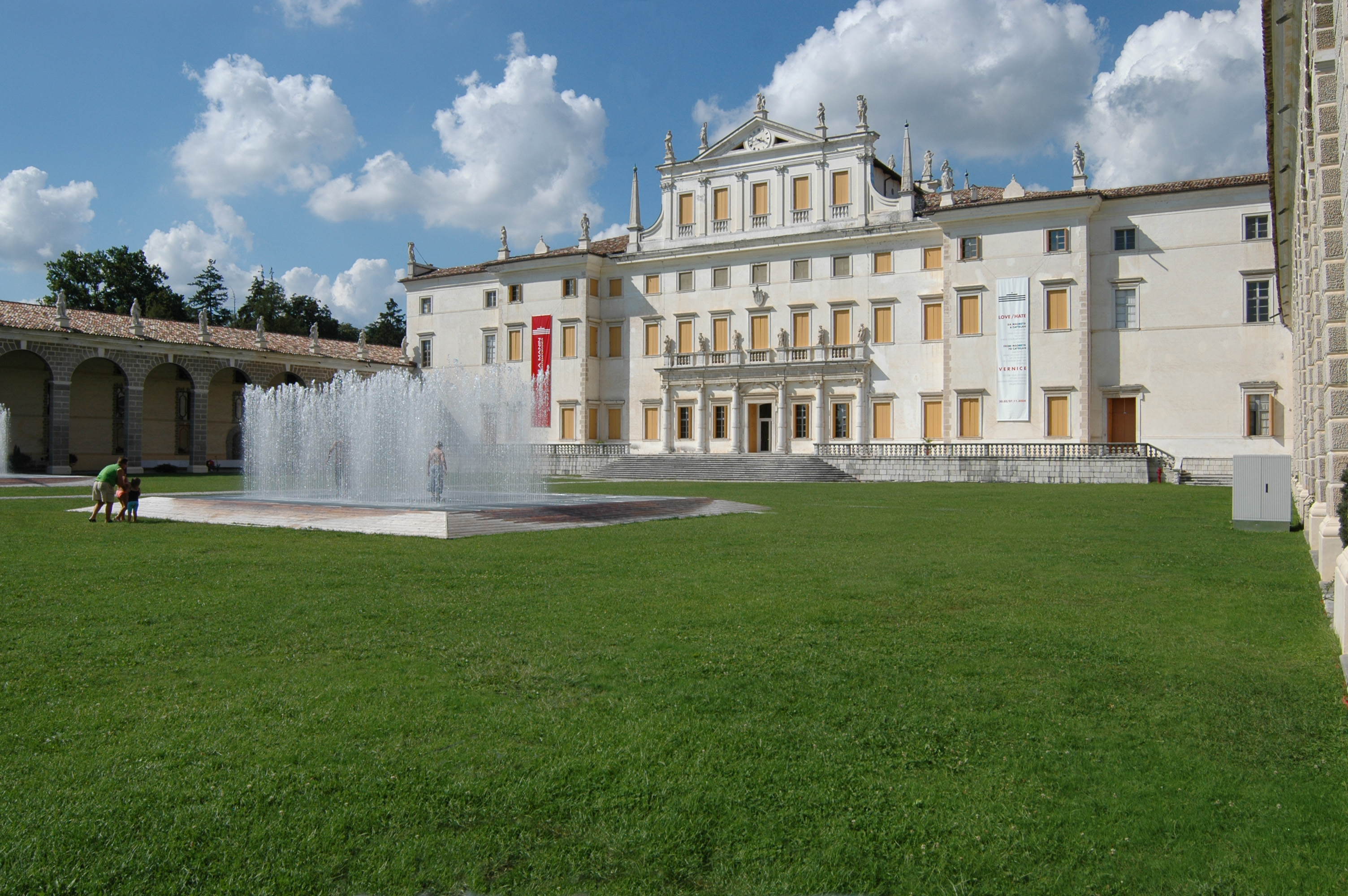
Villa Manin

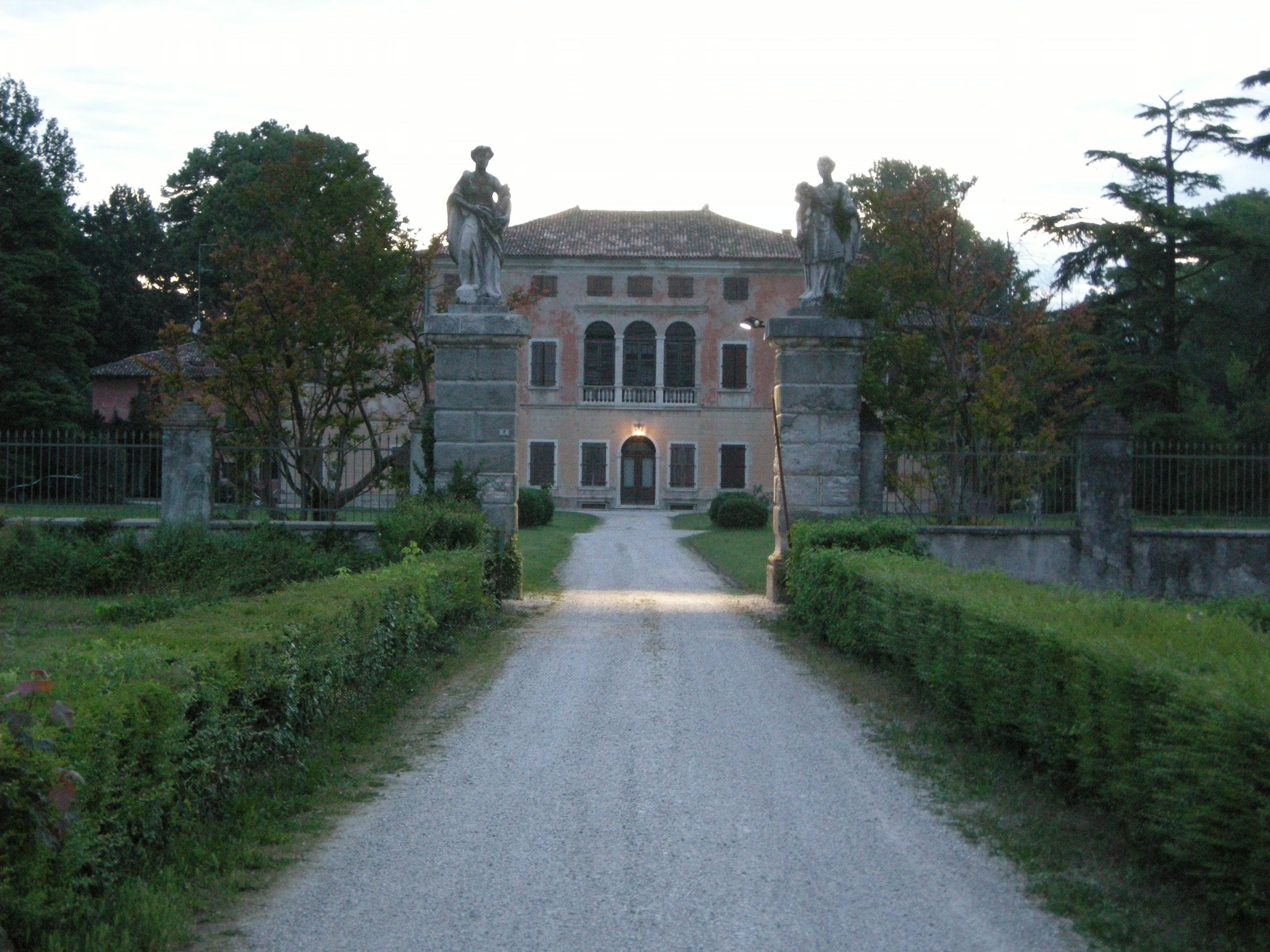
Villa Manin-Kechler

- Nella frazione Passariano si trova villa Manin, l'ultima residenza dei dogi di Venezia in Friuli[13]. Oggi la villa è sede di mostre d'arte stabili e temporanee, (negli anni hanno avuto luogo grandi mostre di artisti quali Tiepolo, Sebastiano Ricci, Zigaina, Kandinsky, Magritte, Cattelan e altri) oltre che di numerose altre manifestazioni culturali e concertistiche (Zucchero Fornaciari, Radiohead, Anastacia, Guccini, Iron Maiden, Foo Fighters, Rammstein, Kiss, Bob Dylan).
- Nella frazione San Martino si trova villa Manin-Kechler.
- Nella frazione di Muscletto, villa Colloredo Mels
- Nel centro cittadino, Villa Mangiarotti

### Musei
- Museo Civico delle Carrozze d'Epoca (Via San Pietro, 6 - San Martino)[14]
- Museo Archeologico di Codroipo (Piazzetta Don Vito Zoratti)[15]
- Museo del Vino Vigneti Pittaro (Via Udine, 67 - Frazione Zompicchia)[16]

### Mulini
- Mulino Bosa
- Mulino Bert
- Molino Zoratto
- Molino Caeran

### Giardini e parchi

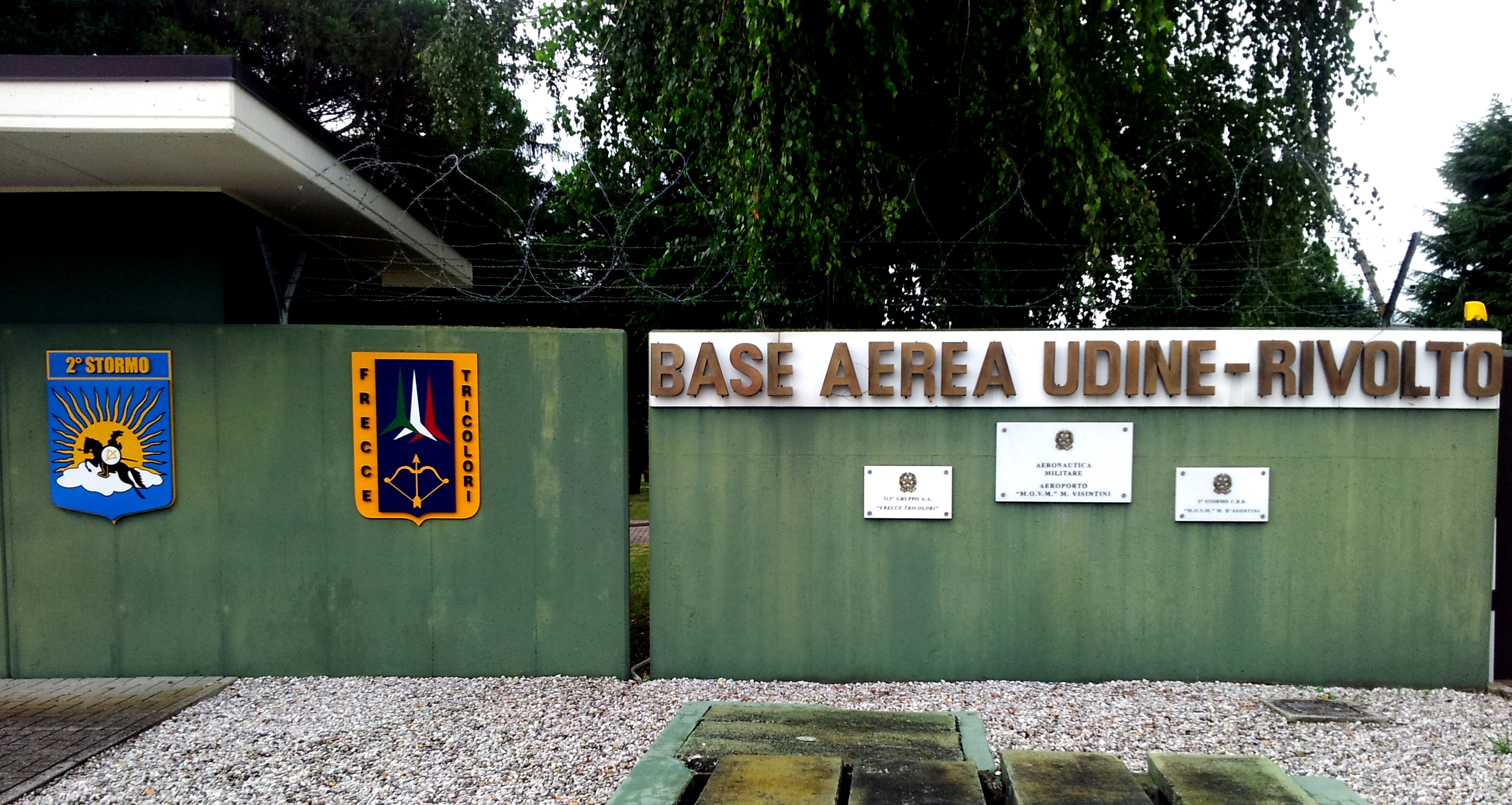
Entrata dell'Aeroporto di Rivolto

- Parco di Villa Manin[17][18]
- Parco delle Risorgive di Codroipo[19]

### Aeroporto Militare di Rivolto
- Nella frazione Rivolto si trova l'Aeroporto Militare di Rivolto, sede del 2º Stormo, che annovera tra i propri Reparti il 313º Gruppo Addestramento Acrobatico Frecce Tricolori, la Pattuglia Acrobatica Nazionale (PAN).

## Società

### Evoluzione demografica
Abitanti censiti

### Etnie e minoranze straniere
Al 31 dicembre 2023 gli stranieri residenti nel comune sono 1296, ovvero l'8,1% della popolazione. Di seguito sono riportati i gruppi più consistenti:
1. Romania, 275
2. Marocco, 147
3. Macedonia del Nord, 100
4. Ucraina, 97
5. Pakistan, 91
6. Tunisia, 51
7. Albania, 50
8. Cina, 47

### Lingue e dialetti
A Codroipo, accanto alla lingua italiana, la popolazione utilizza la lingua friulana. Ai sensi della Deliberazione n. 2680 del 3 agosto 2001 della Giunta della Regione Autonoma Friuli-Venezia Giulia, il Comune è inserito nell'ambito territoriale di tutela della lingua friulana ai fini della applicazione della legge 482/1999, della legge regionale 15/1996 e della legge regionale 29/2007. La lingua friulana che si parla a Codroipo rientra fra le varianti appartenenti al friulano centro-orientale.
Si veda: "Ermes di Colloredo:  Poesie Friulane, l’Opera Completa", LiteraryJoint Press, Philadelphia, PA, 2019. L'opera poetica completa del conte Ermes di Colloredo di Montalbano (sec. XVII),  incontrastato padre della letteratura di lingua friulana ladina, presentata nel suo testo integrale. Printed ISBN 978-0-359-73730-7, ebook ISBN 978-0-359-38863-9

### Qualità della vita e riconoscimenti
- Comune Riciclone 2011 - Comuni Ricicloni per il legno: un importante riconoscimento che premia Codroipo come primo comune del nord Italia per il riciclo del legno[24].

### Eventi
Nel mese di ottobre si tiene la storica Fiera di San Simone, erede del tradizionale mercato contadino d'autunno. Famoso in passato per essere il più importante mercato di bestiame bovino della regione fino agli anni Settanta. La fiera si conclude di consueto con il mercato grande e l'assegnazione del Premi San Simon per romanzi in lingua friulana, e il giovanile Premi San Simonut.

## Geografia antropica

### Frazioni
Tra parentesi la denominazione in friulano
- Beano (Beàn)
- Biauzzo (Blaùç)
- Goricizza (Guricìz)
- Iutizzo (Jutìz)
- Lonca (Lonche)
- Muscletto (Musclêt)
- Passariano (Passariàn)
- Pozzo (Poç)
- Rividischia (Rividìscje)
- Rivolto (Rivòlt)
- San Martino (San Martìn)
- San Pietro (San Pièri)
- Zompicchia (Çupìcje)

## Economia
Tradizionale emporio commerciale del Medio Friuli, a lungo l'economia locale è stata particolarmente attiva nei mercati del grano e del bestiame bovino. Negli anni venti del Novecento si diffonde la coltura estensiva del tabacco e nel 1938 viene realizzato uno stabilimento, retto in forma di cooperativa, per l'essiccazione e lavorazione del tabacco.
Nel secondo dopoguerra inizia un periodo di progressivo potenziamento delle attività commerciali e dei servizi. In particolare nel corso degli anni Ottanta, prende avvio il fenomeno delle piccole imprese familiari tipiche del Nord-Est italiano, che vede una progressiva diffusione del benessere sul territorio accompagnata da una relativa crescita demografica al netto di una parallela riduzione della presenza di personale militare a partire dagli anni novanta. Le imprese più rilevanti operano nei settori dell'edilizia, della termoelettrica, dell'arredamento, dell'artigianato organaro, della viticoltura.

## Amministrazione

### Gemellaggi
- Maria Wörth
- Braine-le-Comte
- Galliera

### Sindaci
| Sindaco         | Sindaco           | Partito         | Mandato        | Mandato         |
| Sindaco         | Sindaco           | Partito         | Inizio         | Fine            |
| --------------- | ----------------- | --------------- | -------------- | --------------- |
|                 | Giancarlo Tonutti | Centro-sinistra | 6 giugno 1993  | 27 aprile 1997  |
| 27 aprile 1997  | Giancarlo Tonutti | Centro-sinistra | 10 giugno 2001 |                 |
|                 | Vittorino Boem    | Centro-sinistra | 10 giugno 2001 | 10 aprile 2006  |
| 10 aprile 2006  | Vittorino Boem    | Centro-sinistra | 16 maggio 2011 |                 |
|                 | Fabio Marchetti   | Centro-destra   | 16 maggio 2011 | 23 ottobre 2016 |
| 23 ottobre 2016 | Fabio Marchetti   | Centro-destra   | 26 giugno 2022 |                 |
|                 | Guido Nardini     | Centro-sinistra | 26 giugno 2022 | in carica       |

## Sport
Nel comune di Codroipo ha sede la Polisportiva Codroipo, fondata nel 1919, la cui sezione calcistica milita nelle divisioni dilettantistiche a carattere territoriale; il massimo risultato è costituito, nel 2025, dalla vittoria della fase regionale di Coppa Italia Dilettanti. 
Le altre società calcistiche sono lo Zompicchia, fondato nel 1968, e l'Asd Rivolto, fondato nel 1967, vincitore della coppa Regione di prima categoria nel 2016 promosso nella seconda massima categoria regionale nel 2022. 
Ugualmente dilettantistica è la tradizione della locale società di pallacanestro maschile.

## Infrastrutture e trasporti

### Strade
Il comune è attraversato dalla Strada Statale 13 Pontebbana.

### Ferrovie
Codroipo è servita dalla omonima stazione, lungo la Ferrovia Udine-Venezia.